# Kiai
Kiai (気合?) es un término japonés usado en varias artes marciales que designa una clase de grito agudo exhalado durante la ejecución de un ataque. Sus representaciones en el cine de artes marciales moderno lo representan también como ¡Hi-yah!, ¡Aiyah!, ¡Eeee-yah! o ¡Hyah!, pero no hay sonidos específicos asociados con él; en su lugar, estos son elegidos por cada practicante individual. La forma tradicional japonesa usa palabras de una sola sílaba empezando con una vocal. En el go, kiai describe el espíritu de lucha.

## En las artes marciales
Varias artes marciales de Japón, como el aikido, el karate, el kobudo, el kendo o el judo utilizan este tipo de grito para amedrentar al oponente, expresar confianza o marcar el ataque. En el kendo, por ejemplo, solo se conceden puntos si el golpe es acompañado de un kiai nítido. Los aspectos físicos del kiai se usan para enseñar a un aprendiz técnicas de respiración al ejecutar un ataque. Esto es especialmente útil en sucesiones de ataques como el kirikaeshi, kakari geiko y uchikomi geiko.
Una característica básica es que, desde una perspectiva fisiológica, el grito debe comenzar en el diafragma y no en la garganta.

## Etimología
La palabra "kiai" se compone de ki (気), que significa energía, y a(u) (合), que significa unión. Por ende, kiai vendría a significar la unión de toda tu energía, que se libera de golpe en el grito.
En las artes marciales de Corea, el kiai es llamado K'ihap, que deriva de la lectura hangul de los mismos caracteres chinos usados para escribirlo en japonés. En el alfabeto fonético coreano se escribe 기합, y en hanja, 氣合.

## Kiai y aiki

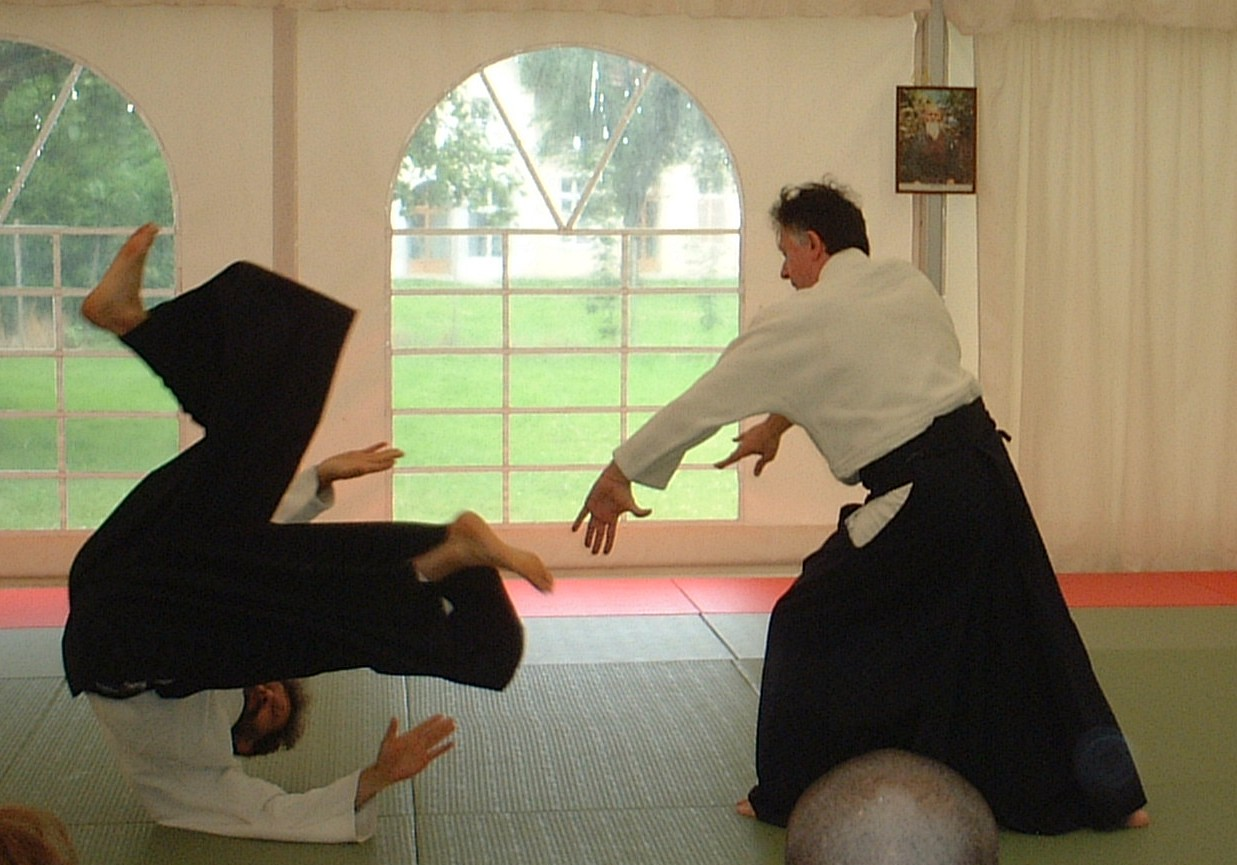
Proyección de aikido. El nage mantiene el equilibrio y la estructura para lanzar al uke, mientras éste ejecuta un giro frontal (zenpo ukemi) para evadir el golpe.

Los términos kiai y aiki usan los mismos kanji en el orden opuesto, y se podrían definir como los aspectos respectivamente interior y exterior del mismo principio. Algunas escuelas usan ambos términos de forma intercambiable. En otros usos, el kiai se refiere a la manifestación o emisión de la energía interna, mientras aiki designa a la coordinación del usuario con la energía del oponente.
El uso del kiai como fuerza interna, o usar el ki de uno mismo, es encontrado sobre todo en escuelas de aiki como el aikijutsu y el aikido. En otras asociaciones, kiai es usado para definir la concentración en el dantian.

## Representaciones ficticias
En la novela de Laura Joh Rowland The Samurai's Wife, el personaje principal Sano Ichiro es enviado a la corte imperial en Kyoto para investigar la muerte de un oficial que fue asesinado por el efecto de un grito kiai. Ichiro descubre que el sobrino del emperador, Momozono, quien parece estar discapacitado, posee la habilidad de emitir estos gritos con efectos fatales. Sano reflexiona sobre ello como un don biológico más que una disciplina, pero también se presentan indicios de que Momozono lo desarrolló mediante entrenamiento.